# Municipio de Grand River (Dakota del Sur)
El municipio de Grand River (en inglés: Grand River Township) es un municipio ubicado en el condado de Perkins en el estado estadounidense de Dakota del Sur. En el año 2010 tenía una población de 17 habitantes y una densidad poblacional de 0,13 personas por km².

## Geografía
El municipio de Grand River se encuentra ubicado en las coordenadas 45°53′18″N 102°37′26″O / 45.88833, -102.62389. Según la Oficina del Censo de los Estados Unidos, el municipio tiene una superficie total de 134.44 km², de la cual 133,99 km² corresponden a tierra firme y (0,34 %) 0,45 km² es agua.

## Demografía
Según el censo de 2010, había 17 personas residiendo en el municipio de Grand River. La densidad de población era de 0,13 hab./km². De los 17 habitantes, el municipio de Grand River estaba compuesto por el 100 % blancos. Del total de la población el 0 % eran hispanos o latinos de cualquier raza.